# Hammer Bro.
Hammer Bro. (ook wel: Hammer Bros. of Hammer Brother) is een personage uit de Mario-reeks. Hij komt sinds Super Mario Bros. voor in het Mario-universum. In Super Mario Bros. 3 beweegt hij zelfstandig, alleen of in duo's, over de kaart rond en vormt een bonuslevel. Door hen te verslaan kan een bonusitem worden verdiend.

## Varianten

### Hammer Bro
Hammer Bro is een Koopa met een groene helm die hamers kan gooien naar Mario. Naast Hammer Bro zelf is zijn er ook nog: Boomerang Bro., Army Hammer Bro. en Fire Bro. Naast zijn eerste verschijning in Super Mario Bros. komt hij verder nog voor in onder meer: Super Mario World, Dancing Stage: Mario Mix, Mario Smash Football, Mario Superstar Baseball, New Super Mario Bros., Mario Strikers Charged Football, Mario Party 8, Mario Party DS, Super Mario Galaxy, Super Smash Bros. Brawl, Mario Super Sluggers, New Super Mario Bros. Wii en Super Mario Galaxy 2. In Mario Party 6 en Mario Party 7 is hij een Orb, in Mario Party 8 werd hij, samen met Blooper, een bespeelbaar personage. Onlangs kan er ook met hem gereden worden in Mario Kart op een mobiele device. 

### Fire Bro
Fire Bro heeft een rode helm, een rood schild en werpt vuurballen naar Mario toe. Hij maakte zijn debuut in Super Mario Bros. 3, waarin hij een vijand was, al zitten er slechts drie in het hele spel. Hij kwam ook voor in New Super Mario Bros., Super Paper Mario en New Super Mario Bros. Wii. Fire Bro is een speelbaar personage in Mario Superstar Baseball en Mario Super Sluggers.

### Ice Bro
Ice Bro is een vijand van Mario die ijsballen naar hem toewerpt. Als Mario door een ijsbal geraakt wordt, wordt hij tijdelijk in een ijsblok bevroren. Als een ijsbal van Ice Bro. Mario mist kan een vijand ook in een ijsblok geraken. De Ice Bro. maakte zijn debuut in New Super Mario Bros. Wii, en kwam daarna ook nog voor in Paper Mario: Sticker Star en New Super Mario Bros. U.

### Boomerang Bro
Boomerang Bro heeft een blauwe helm, een blauw schild en gooit met boemerangs. Hij maakte zijn debuut in Super Mario Bros. 3, waarin hij een vijand was. Hij was ook een vijand in Yoshi's Safari, New Super Mario Bros., New Super Mario Bros. Wii en Super Mario Galaxy 2. Maar hij werd later een speelbaar karakter, zoals in Mario Superstar Baseball en Mario Super Sluggers.

### Army Hammer Bro
Army Hammer Bro wordt ingezet door Bowser. Zijn Vibe scepter is vele malen sterker gemaakt. Army Hammer Bro. is tot nu toe alleen voorgekomen in het spel Super Princess Peach, waarin hij een vijand was. Hij kidnapte Mario, Luigi en Toad in opdracht van Bowser en het was aan Princess Peach om ze te redden. Peach slaagde hier uiteindelijk in.
Army Hammer Bro kan 10 Hammer Bro's oproepen als soldaten. Verder heeft hij vijf levens en kan hij heel hard schreeuwen, waardoor iedereen wordt weggesmeten.